# Linars
Linars es una comuna francesa situada en el departamento de Charente, en la región de Nueva Aquitania.

## Demografía
| 726 | 852 | 1667 | 2208 | 2193 | 2110 | 2096 |
| Para los censos de 1962 a 1999 la población legal corresponde a la población sin duplicidades (Fuente: INSEE [Consultar]) |     |      |      |      |      |      |